# Indefatigable-Klasse
Die Indefatigable-Klasse (Englisch für unermüdlich) war eine Klasse von drei Schlachtkreuzern der Royal Navy und Royal Australian Navy, die im Ersten Weltkrieg eingesetzt wurden. Ursprünglich als Einzelschiff geplant, kamen durch die Beschaffung je eines Schlachtkreuzers durch Australien (für die eigene Marine) und Neuseeland (für die Royal Navy, weil das Land zu diesem Zeitpunkt noch keine eigene Marine besaß) zwei weitere Schiffe hinzu.

## Planung
Die Planung der Klasse ging, wie zahlreiche Konstruktionen der Zeit, auf das Deutsch-Britische Flottenwettrüsten zurück. Alarmiert von vermeintlichen Kriegsvorbereitungen des Deutschen Reiches, forderte die Royal Navy mehrere Neubauten von Panzerkreuzern, bekam aber von der Regierung unter Premierminister H. H. Asquith 1908 nur die Finanzierung eines Schiffes zugestanden.
Als Folge der öffentlichen Debatte wurden in Australien und Neuseeland, damals Dominions innerhalb des britischen Weltreichs, beschlossen, Gelder für je ein Schiff zur Verfügung zu stellen. Das von den Australiern finanzierte Schiff sollte bis auf Weiteres unter australischer Flagge Dienst tun, das neuseeländische Schiff hingegen war ein Geschenk an das „Mutterland“.
Admiral Fisher entschied sich für einen leicht verbesserten Entwurf der vorangegangenen Invincible-Klasse, bei der man allerdings bessere Schussfelder für die Hauptartillerie erreichen wollte. Dazu wurden die beiden Flügeltürme in der Schiffsmitte weiter auseinandergezogen, so dass sie zur jeweils gegenüberliegenden Schiffsseite besser wirken konnten. Das Gewicht, das für die Panzerung zur Verfügung stand, blieb jedoch gleich, so dass die Indefatigable im Verhältnis zu ihren größeren Abmessungen schlechter geschützt war als die Vorgängerklasse. Da die Vorgängerklasse in der britischen Öffentlichkeit bereits wegen ihrer schwachen Panzerung verspottet wurde, bestimmte Fisher, dass bei der Indefatigable-Klasse auf höchste Geheimhaltung wert gelegt und die Panzerungsdaten nicht veröffentlicht wurden.

## Bewaffnung

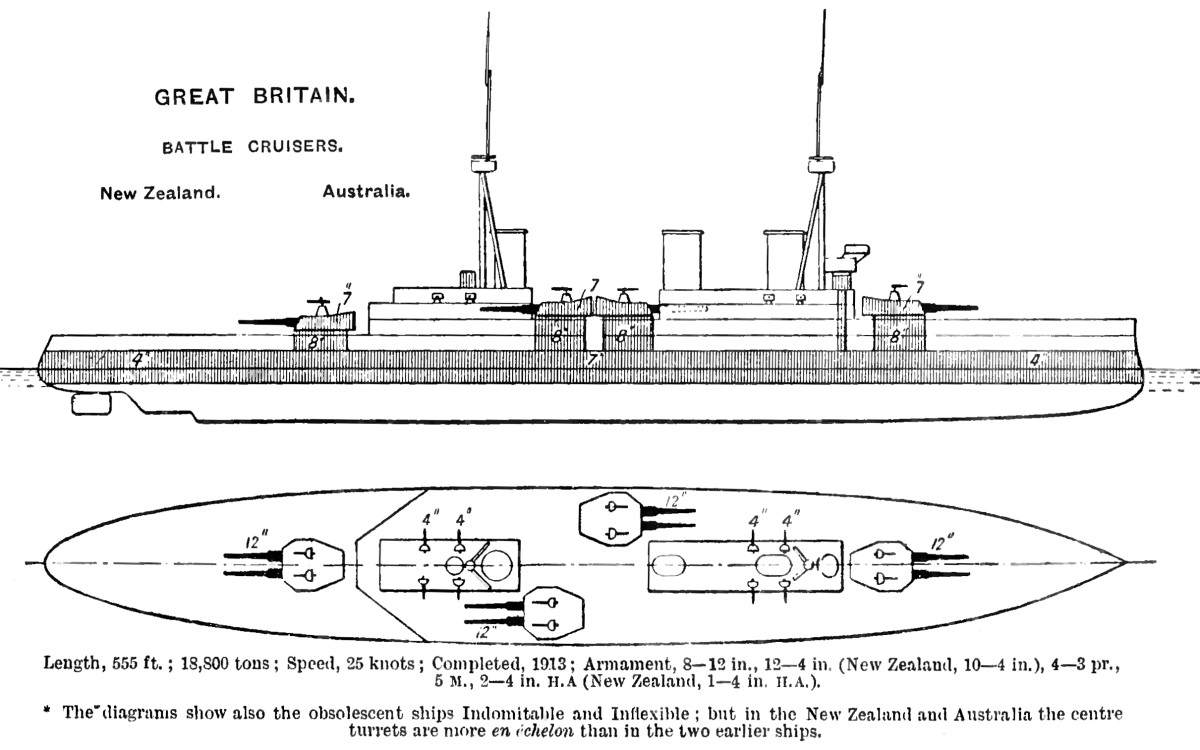
Schematische Zeichnung für die Bewaffnung und Panzerung der New Zealand und der Australia

Die angegebene Panzerung entspricht den offiziellen Angaben der Admiralität, in Wirklichkeit war die Panzerung in vielen Fällen jedoch dünner; so z. B. der Hauptpanzergürtel, der maximal 6 Zoll (15,2 cm) statt 7 Zoll (17,8 cm) stark war. Man beachte, dass das abgebildete Schiff im Hinblick auf die Lage der Schornsteine und Geschütztürme nicht der Indefatigable-Klasse, sondern der älteren Invincible-Klasse entspricht – der zweite Schornstein steht vor den beiden Flügeltürmen, auf der Indefatigable-Klasse jedoch stand er zwischen den Türmen.

### Hauptartillerie
Die Indefatigable-Klasse trug wie ihre Vorgänger vier je etwa 500 Tonnen schwere Hauptgeschütztürme mit je zwei Geschützen BL (breech loading, d. h. Hinterlader) Mk X 30,5 cm (12 Zoll) L/45. Das Geschütz verschoss eine 386 kg schwere panzerbrechende Granate mit einer Mündungsgeschwindigkeit von 823 m/s auf eine Distanz von knapp 23 km. Die Feuergeschwindigkeit lag bei bis zu zwei Schuss pro Minute. Die drei vorderen Türme waren auf der gleichen Höhe verbaut, einer auf dem Vorschiff und zwei Flügeltürme mittschiffs. Der einzelne Turm auf dem Achterschiff stand ein Deck tiefer.

### Mittelartillerie
Die Mittelartillerie der Indefatigable-Klasse war zur Hälfte in den beiden Deckaufbauten der Schiffe und zur Hälfte auf den Hauptgeschütztürmen untergebracht. Von sechzehn 10,2-cm-(4-Zoll)-Geschützen waren sechs unterhalb der Brücke verbaut, die übrigen zehn standen im hinteren Aufbau, davon vier in Kasematten, die übrigen sechs waren offen eingebaut. Zwei der offen montierten Geschütze entfernte man jedoch später und rüstete die übrigen mit einem Splitterschutz nach. Das eingesetzte 10,2-cm-L/50-Geschütz konnte eine 14 kg schwere Sprenggranate etwa 10 Kilometer weit schießen.
Weiter waren die Schiffe nur mit fünf Maschinengewehren bewaffnet.

### Torpedos
Wie zu dieser Zeit noch üblich, wurden auch diese Schlachtkreuzer mit Torpedorohren ausgerüstet, die innerhalb des Rumpfes verbaut waren, eines an Back- und das andere an Steuerbord. Die Rohre konnten 18-Zoll-(45,7 cm)-Torpedos aus Öffnungen unterhalb der Wasserlinie verschießen. 18 Torpedos konnten an Bord mitgeführt wurden.

## Panzerschutz

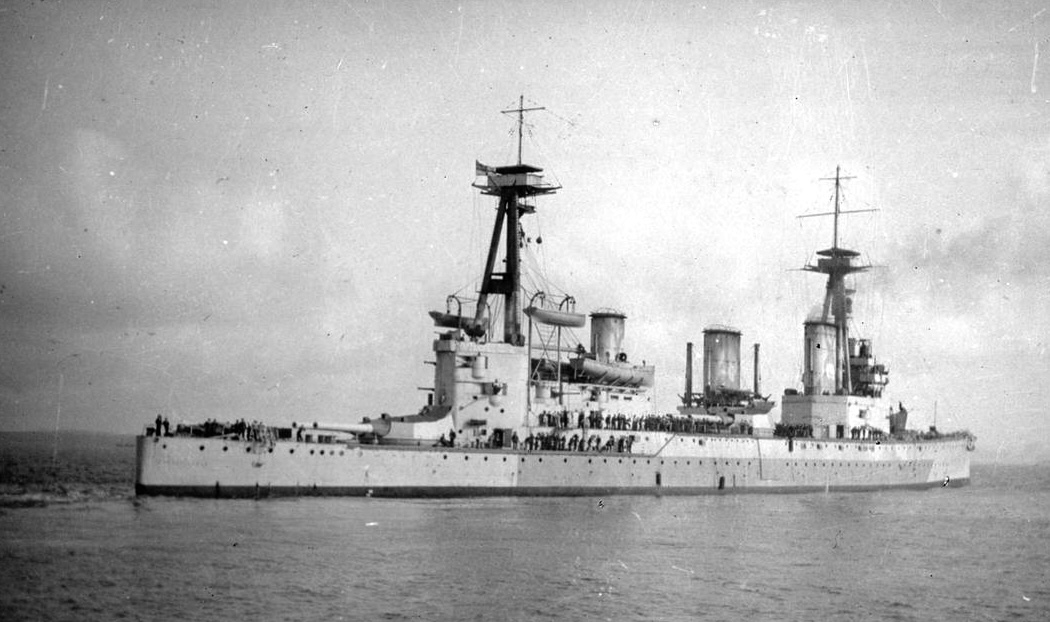
Die Indefatigable dampft im Sommer 1916, kurz vor der Skagerrakschlacht, durch Küstengewässer; auffällig ist der während einer Überholung vergrößerte achtere Aufbau, der die Mittelartillerie beherbergt

Die Indefatigable-Klasse war an den Seiten mit einem Gürtelpanzer aus Panzerstahl von 10,2 cm Dicke versehen, der an den besonders gefährdeten Bereichen der Schiffe auf bis zu 15,2 cm (6 Zoll) Dicke verstärkt war. An der dicksten Stelle erstreckte er sich etwa einen Meter unterhalb der Wasserlinie und etwa 2,4 m darüber. Die Barbetten unter den Türmen waren bis hinunter zum Panzerdeck mit 17,8 cm (7 Zoll) gepanzert, die Türme der Hauptartillerie selbst waren an der Front- und an den Seiten ebenfalls mit 17,8 cm und auf der Oberseite mit 7,6 cm (3 Zoll) gepanzert.
Wie bei Schlachtkreuzern üblich, war das horizontale Panzerdeck schwächer gepanzert als bei einem Schlachtschiff und nur 3,8 cm (1,5 Zoll) stark. Das darüber liegende Oberdeck hatte zum größten Teil eine Stärke von 2,54 cm (1 Zoll).
Die am besten geschützte Position war die gepanzerte Gefechtsbrücke mit 25,4 cm (10 Zoll) Dicke an den Seiten und einem 7,6 cm dicken Dach.

### Änderungen
Bei den Schiffen Australia und New Zealand wurde die Panzerung verändert, indem man die Gürtelpanzerung verkürzte und das gesparte Gewicht in eine Verstärkung des Gürtels auf Höhe der Geschütztürme investierte. Weiter wurde das Panzerdeck um ein halbes Zoll (1,27 cm) verstärkt und über den achteren Turm hinaus verlängert.

## Maschinen
Angetrieben wurde die Indefatigable-Klasse von 31 Wasserrohrkesseln von Babcock & Wilcox, in denen Kohle verbrannt wurde, um Wasser zu verdampfen. Um die Verbrennung effizienter zu machen, wurde zusätzlich Schweröl über die Kohle gesprüht. Der Dampf trieb anschließend vier Parsons-Dampfturbinen an, die ihre Kraft über vier Wellen auf vier Propeller übertrugen.
Die Maschinen waren für etwa 45.000 Wellen-PS ausgelegt, was für bis zu 25 Knoten (46,3 km/h) ausreichen sollte. In Erprobungen wurden 1913 für kurze Zeit gar 55.800 Wellen-PS und fast 27 Knoten (50 km/h) erreicht. Die Schiffe der Klasse führten bis zu 3.400 t Kohle und 850 t Öl mit.

## Schiffe derIndefatigable-Klasse

### Indefatigable
Die Indefatigable wurde am 23. Februar 1909 in Devonport auf Kiel gelegt und lief im Oktober 1909 vom Stapel. Sie war 1914 zunächst an der Jagd auf den deutschen Schlachtkreuzer Goeben im Mittelmeer beteiligt. Im Mai 1916 nahm sie an der Skagerrakschlacht teil. Dort wurde sie in der ersten Phase der Schlacht, beim Duell der deutschen und britischen Schlachtkreuzer, von der Von der Tann unterhalb des hinteren Geschützturms getroffen und explodierte. 1.017 Seeleute wurden getötet.

### Australia
Die Australia wurde am 26. Juni 1910 auf Kiel gelegt und lief im Oktober 1911 vom Stapel. Sie diente im Krieg zunächst in australischen Gewässern, um sie gegen mögliche Angriffe des deutschen Ostasiengeschwaders zu verteidigen. Später wurde sie zu dessen Verfolgung abgestellt und, nachdem das Geschwader besiegt worden war, im Januar 1915 in die Nordsee befohlen. Da sie ihr Schwesterschiff New Zealand gerammt hatte und dabei beschädigt wurde, verpasste das Schiff die Skagerrakschlacht wegen notwendiger Instandsetzungsarbeiten. Im Dezember 1917 stieß sie mit dem neuen Schlachtkreuzer Repulse zusammen und musste erneut ins Dock. Im April 1919 verließ das Schiff das Vereinigte Königreich und fuhr zurück nach Australien. Da die australische Marine in der Washingtoner Flottenkonferenz von 1922 der Royal Navy zugerechnet wurde und das Schiff ohnehin als veraltet galt, wurde es 1924 vor Sydney versenkt.

### New Zealand
Die New Zealand wurde am 20. Juni 1910 auf Kiel gelegt und lief im Juli 1911 vom Stapel. Im Krieg nahm sie 1914 am Seegefecht bei Helgoland teil und war im Januar 1915 Teil des britischen Schlachtkreuzergeschwaders beim Gefecht auf der Doggerbank, wo sie wesentlichen Anteil an der Versenkung der Blücher hatte. In der Skagerrakschlacht wurde sie leicht beschädigt. Nach dem Krieg brachte sie Admiral Jellicoe bei seiner diplomatischen Mission durch das britische Weltreich. Wie ihre Schwester Australia fiel sie den Washingtoner Flottenverträgen zum Opfer und wurde 1922 abgebrochen.